# Orde de Frares Menors
L'Orde de Frares Menors (en llatí Ordo Fratrum Minorum, que fa servir les sigles OFM) és un dels tres ordes mendicants masculins de dret pontifici que avui constitueixen el primer orde de la família franciscana. Tot i tenir el seu origen en l'orde fundat per Sant Francesc d'Assís en 1209, l'orde actual és el resultat de la unificació dels diferents grups reformats de l'orde, que al llarg dels segles, especialment entre els segles xiv i xvi, van originar interpretacions més rigoroses de la regla original. L'orde actual, que porta l'antic nom de Frares Menors, és el resultat de la unificació duta a terme pel papa Lleó XIII amb la butlla Felicitate quadam el 4 d'octubre de 1897. Amb ella s'unificaven en un sol orde els Frares Menors Observants, els Frares Menors Reformats, els Frares Menors Recol·lectes i els Frares Menors Descalços (o alcantarins). Van quedar fora de la unificació els Frares Menors Conventuals, tronc original de l'orde franciscà, i els Frares Menors Caputxins, orde reformat; tots dos formen avui ordes autònoms amb ministres generals propis.

## Història

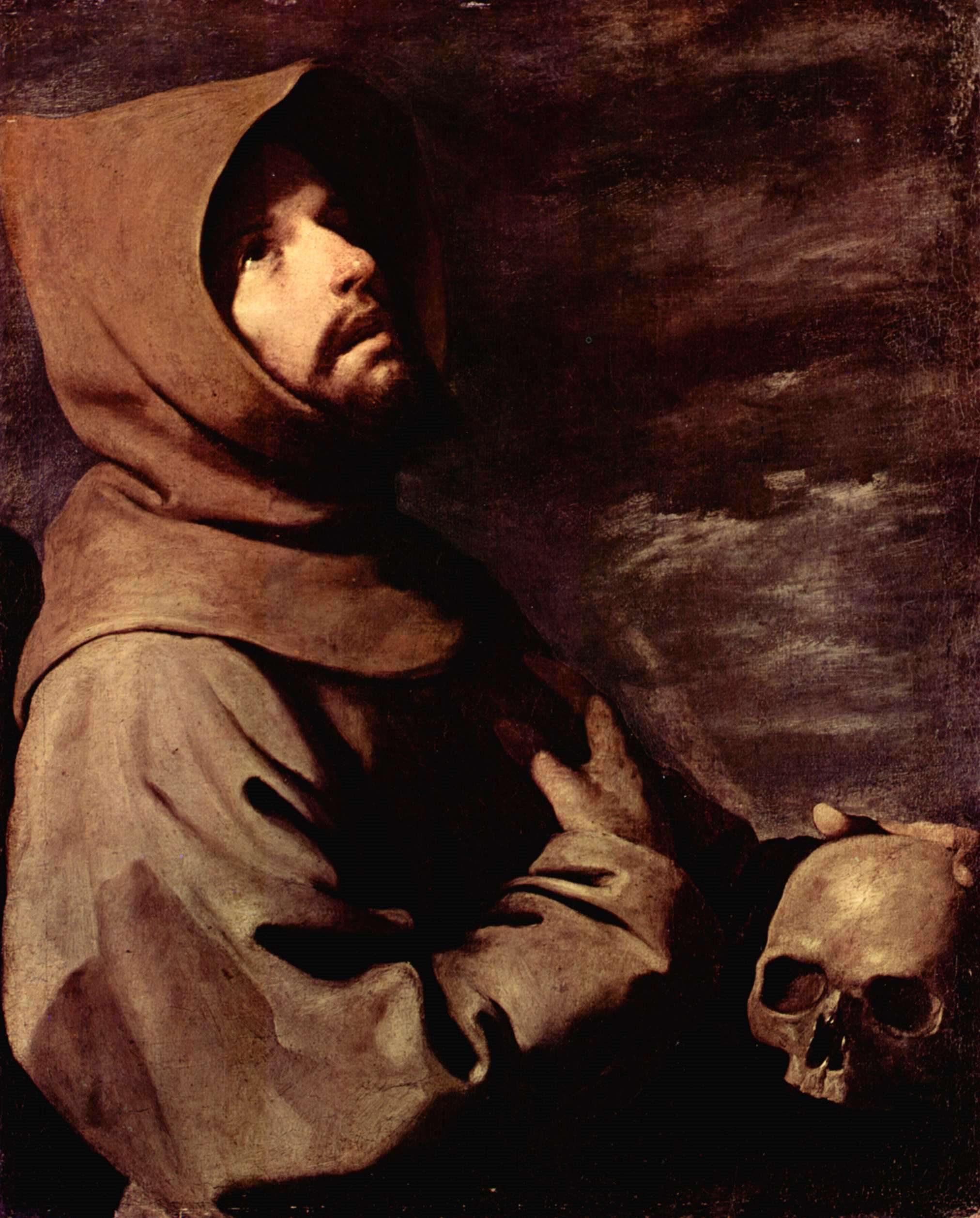
Sant Francesc, per Zurbarán, 1658 (Múnic, Alte Pinakothek), on es mostra l'hàbit marró de l'orde

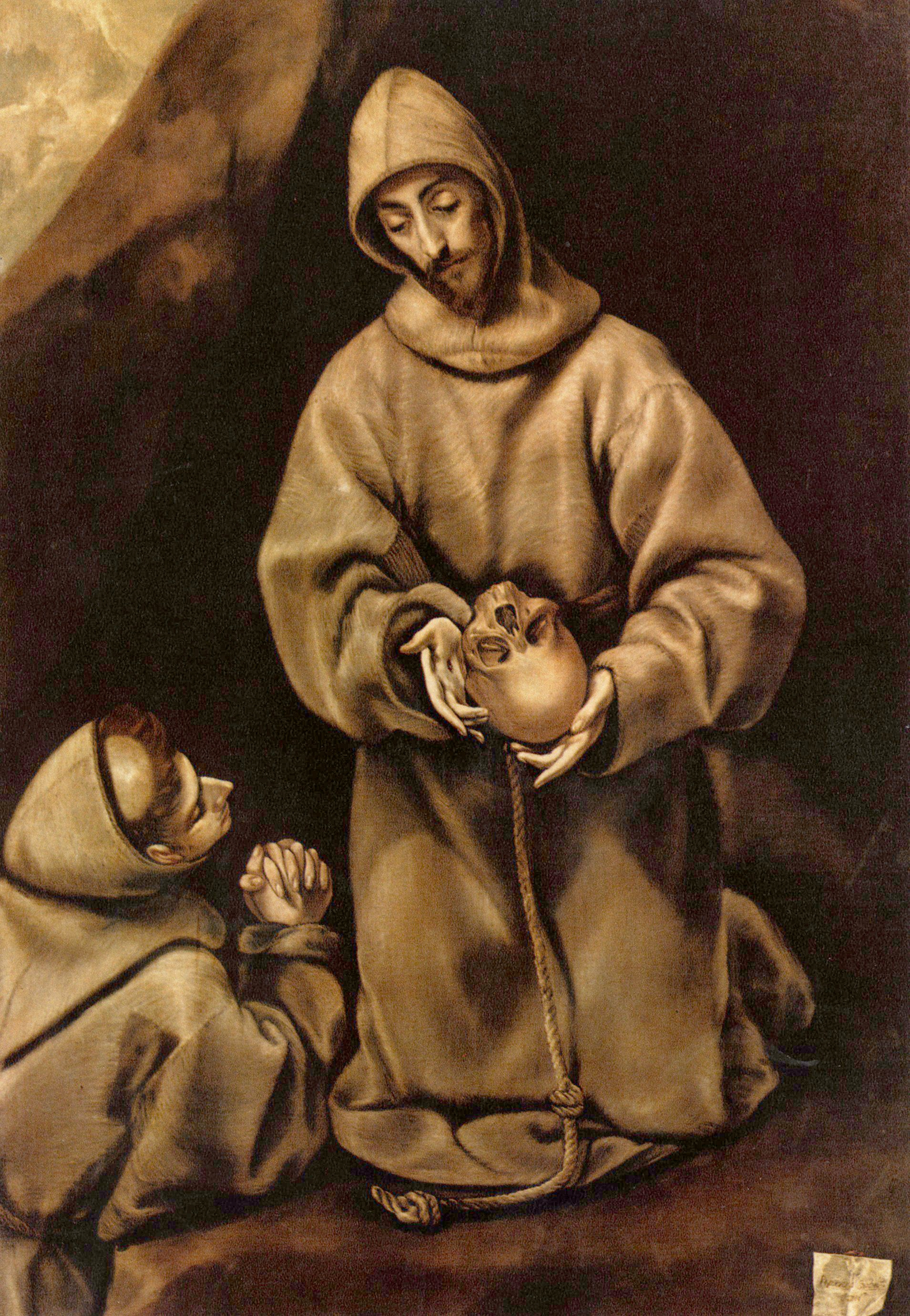
Sant Francesc, pel Greco, 1598 (Milà, Pinacoteca Brera)

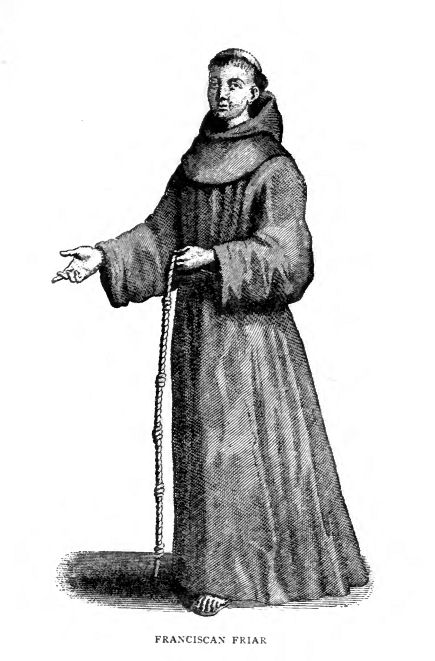
Gravat anglès de 1904 amb l'hàbit de l'orde

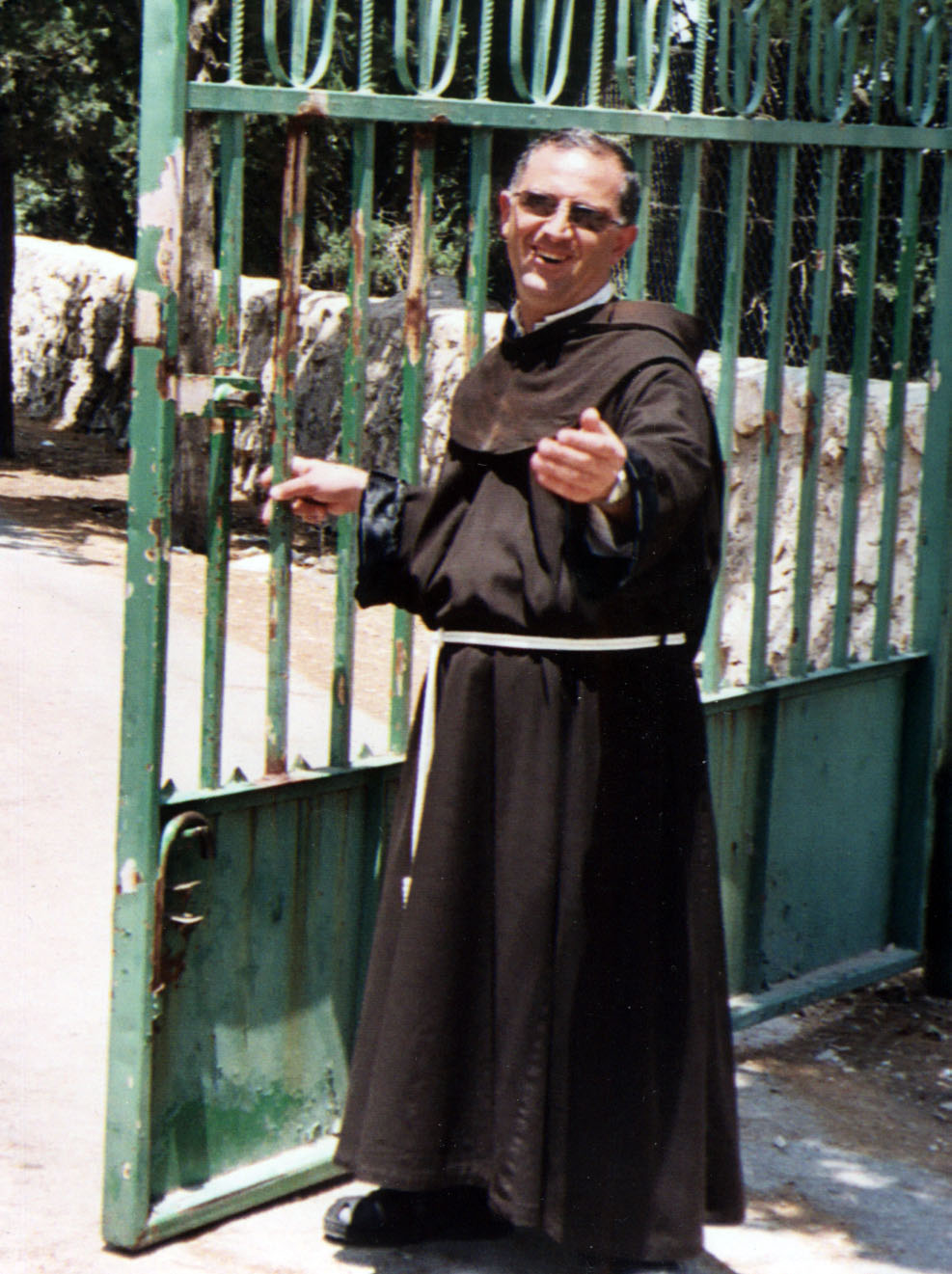
Hàbit franciscà en l'actualitat

L'orde va néixer el 1209, quan Sant Francesc d'Assís va decidir presentar a l'aprovació de l'Església la seva nova forma de vida: va escriure una breu regla monàstica i va presentar-la al papa Innocenci III, que l'aprovà verbalment i encarregà als frares la predicació penitencial. La interpretació més o menys rígida de la regla definitiva de 1223, que ja no va ser mai modificada, va originar, al llarg dels segles, diversos corrents de reforma de l'orde.

### Primeres reformes observants
Les primeres reformes observants que apuntaven cap a una vida més espiritual i ascètica, amb una interpretació més austera i rigorosa de la regla, i deixant en segon pla l'apostolat urbà i la vida en comunitat, propis de l'orde i que van continuar els Frares Menors Conventuals, van originar-se a Itàlia en 1368, per obra del beat Paoluccio Trinci de Foligno a Brogliano. Les reformes s'estengueren aviat per Itàlia, França, Espanya i Portugal i van ser reconegudes pel Concili de Constança de 1415. Amb les butlles Vinea Domini del 15 de març de 1431 i Ut sacra de l'11 de gener de 1446, el papa Eugeni IV va separar a la pràctica els observants dels conventuals, fent-ne una mena d'orde dins de l'orde, ja que els la dependència dels observants dels ministres generals conventuals només era nominal.

### Separació
La convivència entre conventuals i observants s'anava fent més difícil. La família observant va aconseguir a Espanya que els conventuals fossin suprimits, quedant-hi com a únic orde franciscà. Els intents de reunificació fracassaren i el 29 de maig de 1517, la butlla Ite vos de Lleó X va separar definitivament les dues famílies, constituint dos ordes amb ministres generals i constitucions diferents: els Frares Menors Conventuals i els Frares Menors Observants. La primacia jurídica de l'orde, que sempre havien tingut els conventuals, fou concedida, però, als observants.
Durant el segle xvi, nous moviments de reforma originen branques segregades de l'orde observant: en 1518, els Frares Menors Reformats de l'Estricta Observança, els caputxins cap als anys vint del segle, els alcantarins, els recol·lectes, els descalços, etc., uns dependents del ministre general observant, però d'altres independents.

### Crisi i reunificació
Els moviments revolucionaris del segle xix van suprimir els ordes religiosos a bona part d'Europa. Això havia reduït notablement el nombre de membres dels diferents ordes reformats franciscans, alguns dels quals no podia subsistir com a orde independent. El papa Lleó XIII va creure oportú, per tal de revifar l'orde, d'unificar aquests ordes observants. Aquesta unificació, coneguda com a Unió Leonina va tenir lloc el 1897. De fet, bona part dels grups observants ja tenien una dependència, tot i tenir vicaris propis, del ministre general dels Frares Menors Observants.
Van crear-se, a més, nous seminaris i el Col·legi Internacional Romà (1890) per a la formació superior dels frares. L'orde es va recuperar i va assolir una força encara més forta que abans. Les últimes resistències a la unificació, aquest cop per motius polítics, van ser vençudes per Pius XII el 1940.
El primer general del nou orde va ser el prussià Aloysius Lauer (1897-1901), que va introduir els principis de la unió, especialment a Àustria i Alemanya, on podria representar un canvi més gran. Dionysius Schuler (1903), va dedicar-se a preparar la reunificació dels franciscans espanyols, separats de l'orde durant el segle xix, que havien quedat al marge de la unió de 1897.

## L'orde avui
L'orde dels frares menors és present arreu del món i és la força missionera més important de l'Església Catòlica Romana. A començament de 2005, els franciscans amb vots perpetus eren, arreu del món, 13.567 (dels quals 7 cardenals, 11 arquebisbes, 94 bisbes 10.559 preveres, 63 diaques i 551 candidats al sacerdoci, i 2.282 germans laics), els professos amb vots temporals 1.766 i 462 novicis: en total, 15.795 membres.
Tenen a càrrec seu alguns dels santuaris del franciscanisme primitiu: Sant Damià, l'Eremo dei Carceri i la Porciúncula d'Assís o la basílica d'Araceli de Roma. També són els custodis dels Sants Llocs de Terra Santa. La institució científica més rellevant que dirigeixen és l'Ateneo Antoniano de Roma, amb facultats de teologia, filosofia i dret, a més de l'Institut Bíblic de Jerusalem i altres centres.
L'hàbit, per a diferenciar-se d'altres ordes franciscans, és de color marró des del segle xix, amb caputxa curta, cinyell de corda i sandàlies.
La cúria general, que era al convent d'Araceli de Roma, és avui al Convent de Santa Maria Mitjancera de Roma.